# Open Library
Biblioteca Aberta (do inglês: Open Library) é uma biblioteca digital, colaborativa, aberta, disponível ao público, criada em 2007 por Aaron Swartz, atualmente é um projeto da organização Internet Archive.
Trata-se de um ambiente virtual que permite a coleta, preservação e compartilhamento de conhecimentos, sendo seu principal objetivo o de promover o amplo acesso às obras literárias, artísticas e científicas em textos, sons, imagens e vídeos.
Por ser uma plataforma aberta, qualquer interessado pode ajudar, seja escrevendo um código, corrigindo erros de digitação ou adicionando um livro.

## História

### 2007
Criada em 2007, teve como principal líder Aaron Swartz, que almejava um ambiente em que os livros e suas informações fossem disponibilizados, diferentemente da Amazon.
| “ | Agora, se você quiser ter um livro da internet, o lugar principal a que a maioria das pessoas vai é a Amazon. O que é uma má ideia, um site comercial ser a fonte definitiva de informações de livros na internet. Assim nós queremos ter um site que traga junto informação de publicações comerciais, revisores, usuários, bibliotecas, por toda parte. | ” |

### 2009
George Oates assume a liderança, com uma responsabilidade de redesenhar o site.

### 2010
O site é redesenhado e relançado em maio. Sua base de dados está no GitHub. O site utiliza Infobase, sua própria framework de base de dados em PostgreSQL e Infogami, sua própria ferramenta Wiki escrita em Python. O código fonte para o site é publicado sob a Licença Affero General Public, versão 3.

### 2011
Acaba a liderança de George Oates.
Em 2015, havia 20 milhões de edições registradas online, fornecendo acesso para 1,7 milhões de versões digitalizadas de livros, incluindo ligações para fontes externas, como WorldCat ou Amazon.[carece de fontes?]

## Sites Semelhantes
É importante enfatizar que há outras plataformas parecidas com a Open Library. Portanto, é necessário distinguir algumas delas, tais como: Project Gutemberg e WorldCat.

### Diferença com o Projeto Gutenberg
O Projeto Gutenberg, diferentemente da Open Library, é um lugar onde é possível baixar mais de 30 000 ebooks de graça para ler no computador pessoal, iPhone, Kindle, Sony Reader ou outros dispositivos portáteis. O objetivo da Open Library é listar cada livro, seja impresso ou não, disponível em uma biblioteca ou em uma livraria, escaneado ou digitado em formato de texto. Em resumo, a Open Library visa fornecer acesso a todos os livros do Projeto Gutenberg, mas para outros livros também.

### WorldCat
A diferença principal entre o WorldCat e a Open Library é que a instituição por trás do WorldCat, o Online Computer Library Center (OCLC), busca construr um catálogo para compartilhar entre as bibliotecas, enquanto que a Open Library procura desenvolver um catálogo para dividir abertamente com o público. O OCLC espera incentivar mais pessoas a utilizarem bibliotecas e, a longo prazo, gerar uma novo conjunto de dados que será útil para a comunidade de bibliotecas. A Open Library se conecta ao catálogo do WorldCat em várias edições de livros, e os identifica com um código ISBN, assim como um do OCLC. Dessa forma, é possível ajudar as pessoas que buscam uma cópia de um livro em sua biblioteca local.
O Internet Archive e o OCLC têm considerado trabalhar juntos. Os planos para Open Library têm sido divididos frequentemente com OCLC, e seus registros estão disponíveis para o OCLC.[carece de fontes?]

## Funcionamento
Basicamente, para construir a Open Library, é necessário milhões de registros de livros, uma interface wiki e muitas pessoas para contribuir na construção do site. Mas para funcionar, ele é distribuído pelo Infogami, uma plataforma de aplicação wiki construída em web.py. A Infogami facilita a criação de templates e macros dinâmicos de HTML. O que possibilita, aos usuários, criar, dividir e construir interfaces colaborativas.
Aplicações são escritas ao estender Infogami em 2 camadas: plugins e templates. Plugins são módulos de Python que utilizam uma API especial para serem carregados no Infogami. Eles são utilizados ao submeter um pedido HTTP para a aplicação, tanto mensagens de formulário HTML ou solicitações GET diretas. Os plugins podem utilizar qualquer biblioteca ou código de aplicação que queiram, e eles criam objetos para representar resultados, em seguida expandem para HTML por templates. Templates são uma mistura de texto HTML e código de escrita de usuário, no espírito de templates PHP. Os códigos escritos pelos usuários estão em uma linguagem criptografada de propósito específico que é essencialmente um subconjunto do Python. Esses códigos são executados em um servidor interpretador incorporado na aplicação Python, que é seguro e possui acesso restrito a funções e recursos do sistema.[carece de fontes?]
O Open Library também utiliza um texto-para-HTML linguagem de formatação Markdown. Também utiliza o prático WMD editor Markdown WYSIWYG.

## Utilização
Inicialmente, ao adentar no ambiente virtual, pode haver uma certa dificuldade em saber o que há disponível.

### Acessando os Livros
A Open Library tem milhões de registros para livros que não estão disponíveis no formato digital, mas há também 3 milhões de livros que estão disponíveis no formato digital. Portanto, há algumas formas de procurar na Open Library
Em cada página, há um local para pesquisa. Para encontrar livros no formato digital, é necessário marcar a opção "only show eBooks" (só mostrar eBooks). É possível ir para as opções de busca avançadas, clicando em "More search options" (Mais opções de pesquisa).
A opção "Full text search" (pesquisa de texto completa) faz a pesquisa no conteúdo completo dos livros.
Também é possível pesquisar por assunto ("Subject") ou autor ("Author"), ou olhar listas de livros que outros usuários criaram.

### Lendo Livros
Após a pesquisa e com o livro encontrado, a plataforma vai indicar o que é possível fazer com a obra, por meio de ícones que ficam próximos aos livros.
Os livros que estão disponíveis gratuitamente para baixar, ou ler, têm um botão escrito "read" (leia) perto deles. Já os livros que possuem um botão escrito "borrow" (pegar emprestado) próximo ao livro podem ser emprestados por um tempo determinado. Livros que possuem um ícone escrito "lock" (trancado) perto dele só estão disponíveis para aqueles que são cegos ou deficientes visuais registrados na National Library Service do Congresso das Bibliotecas. Ao pesquisar, é possível colocar a opção "show only eBooks" (só mostrar eBooks). Achando algum eBook, é possível ver que há em diferentes formatos disponíveis, como: PDF, plain text (texto simples), DAISY, ePub, DjVu, MOBi e "Send to Kindle" (Enviar para o Kindle). Dessa forma, é possível escolher o formato que se quer. Abaixo, há uma breve explicação sobre cada um desse botões.
Quando se clica em "Read online" (Ler online), o livro abre automaticamente no navegador, utilizando o Open Library BookReader. Os livros DAISY só são acessíveis para cegos e deficientes visuais. Ao clicar no botão "PDF", um download se inicia. O botão "Plain Text" (texto simples) vai mostrar o texto produzido através de um software que faz um reconhecimento ótico de caracteres. Clicando no "ePub", um arquivo ePub é baixado. Para lê-lo, é necessário um programa no computador, ou no smartphone, que seja capaz de ler o arquivo. DjVu é um formato que faz uma distribuição das imagens das páginas, mas não faz o download. Por fim, "Enviar para o Kindle" vai enviar o livro para o dispositivo Kindle do usuário, mas só funciona para quem possui um Kindle nos Estados Unidos.